# Promatračka misija Europske unije u bivšoj Jugoslaviji
Promatračka misija Europske unije (eng. European Union Monitoring Mission, EUMM), između 1991. i 2000. poznata kao Promatračka misija Europske zajednice (eng. European Community Monitoring Mission, ECMM), bila je misija Europske unije u bivšoj Jugoslaviji.

## Povijest
Promatračka misija Europske unije je uspostavljena Brijunskim sporazumom 7. srpnja 1991., a započela je s radom 15. srpnja 1991. pod nazivom ECMM (eng. European Community Monitoring Mission – Promatračka misija Europske zajednice). Misiju je financirala Europska komisija, a ponekad je uključivala preko 200 članova osoblja. Sjedište misije bilo je u Zagrebu, a područje djelovanja je obuhvaćalo Sloveniju, Bosnu i Hercegovinu, Hrvatsku, Srbiju, Crnu Goru, Albaniju i Republiku Makedoniju. ECMM je preimenovan u Promatračku misiju Europske unije 22. prosinca 2000.
U siječnju 1992. misija je nakratko prekinuta nakon obaranja helikoptera u kojem je poginulo pet njezinih promatrača kod Novog Marofa.
Kratka povijest ranog rada Misije objavljena je 1992. i distribuirana privatno.
Misija je završena 31. prosinca 2007.